# 礼让街街道
礼让街街道，是中华人民共和国青海省西宁市城中区下辖的一个乡镇级行政单位。

## 行政区划
礼让街街道下辖以下地区：
长江路社区、七一路西社区和解放路社区。